# Маррі-Брідж
Маррі-Брідж (англ. Murray Bridge) — місто в штаті Південна Австралія близько 80 км на південний схід від Аделаїди і близько години їзди на північ від Менінгі. Місто розташоване в сільськогосподарській зоні, у регіоні розвинені тваринництво, птахівництво. Саме тут основна транспортна артерія, що зв'язує Аделаїду і Мельбурн, перетинає річку Муррей. Населення 18 194 людини.
Маррі-Брідж розташоване на традиційних землях племені Нгаррінджері. Першим європейським дослідником, який відвідав ці місця, став Чарльз Стюрт, що розбив тут табір 8 лютого 1830 року.